# Wireless Institute of Australia
Das Wireless Institute of Australia (deutsch etwa „Funkinstitut von Australien“), kurz WIA, ist der nationale Verband der Funkamateure in Australien.

## Geschichte

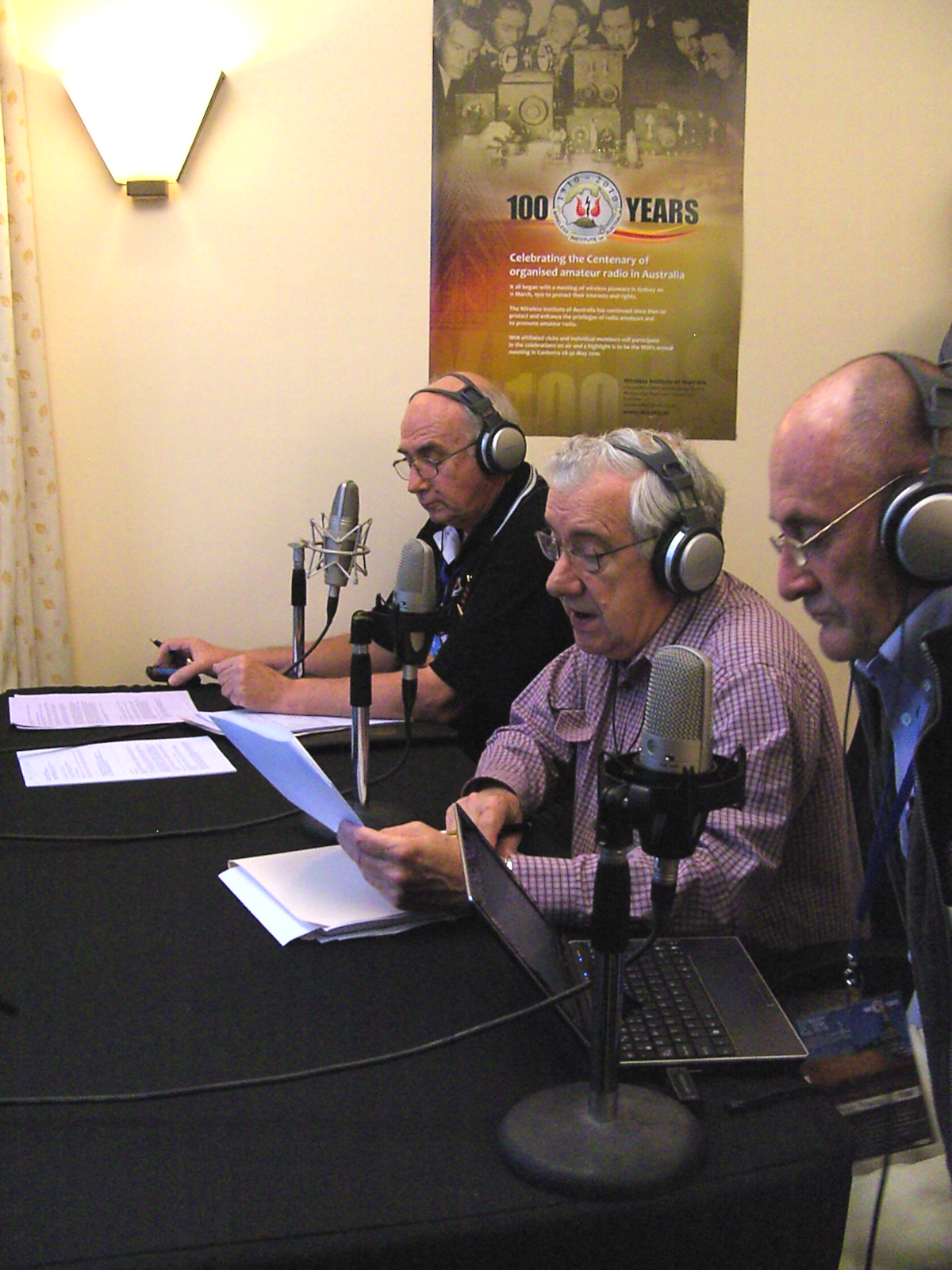
Diese australischen OMs nutzten im Jahr 2010 anlässlich des 100-jährigen Bestehens des WIA das Sonderrufzeichen VK100WIA.

Gegründet wurde es bereits am 11. März 1910 und gehört damit zu den ersten Amateurfunkverbänden weltweit. Gründungsort war das Australia Hotel am Martin Place (Bild links) in Sydney.
Das WIA ist eine gemeinnützige Gesellschaft. Es unterstützt seine Mitglieder und fördert deren Aktivitäten.
Hauszeitschrift des WIA ist seit 1933 das Amateur Radio Magazine (AR). Es erscheint inzwischen monatlich und widmet sich den diversen Mitgliederaktivitäten, wie Amateurfunkwettbewerben, Aktionen wie SOTA und „DXpeditionen“, sowie den typischen Themen des Amateurfunks, wie Sende- und Empfangstechnik, Testberichte und Bauanleitungen zu Antennen und so weiter. Einen besonders lesenswerten Aspekt der Zeitschrift stellen die informativen Berichte über die Historie der Funktechnik dar. Dazu gehören auch die Geschichte des Hörfunks und die Geschichte des Fernsehens.
Das WIA ist Mitglied der International Amateur Radio Union (IARU Region 3), der internationalen Vereinigung von Amateurfunkverbänden, und vertritt dort die Interessen der australischen Funkamateure.